# Cyilima Ier
Cyilima Ier Rugwe est un roi (mwami) du Rwanda qui régna à la fin du XVe siècle et au début du XVIe siècle, après Ruganzu Ier. Il serait mort vers 1506 (+ ou - 10 ans).
Kigeli Ier lui succéda.